# Guibemantis flavobrunneus
Guibemantis flavobrunneus is een kikker uit de familie gouden kikkers (Mantellidae). De soort werd voor het eerst wetenschappelijk beschreven door Rose Marie Antoinette Blommers-Schlösser in 1979. De soort behoort tot het geslacht Guibemantis.

## Leefgebied
De soort is endemisch in Madagaskar. De soort komt voor in het noordoosten van het eiland, specifiek van Sambava tot het Andringitramassief, en leeft op een hoogte tot de 1000 meter boven zeeniveau.

## Beschrijving
Mannetjes hebben een lengte van 30 tot 33 millimeter en vrouwtjes hebben een gemiddelde lengte van 38 millimeter. De rug is bruin met onregelmatige heldergele motieven, vooral tussen de ogen. De buik is geelachtig. De wetenschappelijke soortaanduiding verwijst naar de kleur; flavobrunneus betekent geel-bruin.

## Synoniemen
- Mantidactylus flavobrunneus Blommer-Schlösser, 1979